# Mossberga

Mossberga var ett mindre bostadsområde i sydvästra Örebro, mellan stadsdelarna Adolfsberg och Pilängen, vid Trafikplats Adolfsberg där Europavägarna E18 och E20 sammanstrålar. Bostadsbebyggelsen utgjordes av villor byggda mellan omkring 1940 och 1995.[källa behövs]
Byggandet av E18 och E20 hade gjort att området hamnade i en kil mellan trafikerade vägar. År 2002 fanns planer på ytterligare exploatering genom etablering av industriområdet Berglunda och villaägarna begärde då att deras fastigheter skulle inlösas av kommunen. Örebro kommun gick med på inlösen i februari 2003. Ett av husen flyttades i maj 2006 till en tomt i Mosås. Övriga villor revs 2005–2010.
I augusti 2022 invigdes Berglunda ambulansstation som upptar en del av Mossbergas tidigare område.